# گرد رودیگر پوین
گرد رودیگر پوین (به آلمانی: Gerd-Rüdiger Puin) محقق آلمانی در حوزه رسم‌الخط تاریخی قرآن است که به مطالعهٔ تحقیقاتی و تفسیر نسخه‌های خطی باستان می‌پردازد. پوین همچنین متخصص کتیبه‌شناسی عربی است. او مدرس عربی در دانشگاه سارلند زاربروکن آلمان است.